# Synagoga w Szczekocinach
Synagoga w Szczekocinach – synagoga znajdująca się w Szczekocinach przy ulicy Marii Konopnickiej 3.
Synagoga została zbudowana na początku XIX w. Podczas II wojny światowej hitlerowcy zdewastowali synagogę. Po zakończeniu wojny została przebudowana z przeznaczeniem na magazyn. W 2009 odsłonięto tablicę pamiątkową z napisem w języku: polskim, angielskim i hebrajskim. Obecnie (2022) w synagodze znajduje się sklep i restauracja.

## Architektura
Murowany budynek synagogi wzniesiono na planie prostokąta. Ściany zewnętrzne rozczłonkowane szerokimi, płaskimi lizenami z gzymsem koronującym, między którymi znajdują się wysokie półokrągłe zakończone okna. Całość jest nakryta dachem czterospadowym. Wewnątrz w zachodniej części znajduje się prostokątny przedsionek, nad którym na piętrze znajduje babiniec, na który prowadzą zewnętrzne, dostawiane drewniane schody. Z przedsionka wchodzi się do kwadratowej głównej sali modlitewnej, nakrytej sklepieniem dziewięciopolowym. Sklepienia sali krzyżowe na gurtach.
We wnętrzu sali modlitw na środku znajdują się cztery filary z nałożonymi pilastrami, między którymi dawniej stała ośmioboczna, drewniana bima obramowana tralkową drewnianą balustradą. Na ścianie wschodniej znajdował się pierwotnie bogato zdobiony Aron ha-kodesz ujęty w pary kolumn niosących wysokie, łamane belkowanie. Zwieńczone było tablicami Dekalogu nakrytymi koroną na Torę, które podtrzymywały dwa lwy. 